# Lexo
Juan José Sarasola Azcue, más conocido por el apodo de Lexo (* 1 de junio de 1867 en Lezo;  1952 en San Sebastián) fue un versolari (poeta improvisador en lengua vasca) español.
Juan José Sarasola nació en 1867 en el caserío Irurzun de Lezo, en Guipúzcoa, País Vasco (España). De joven trabajó en los altos hornos de la "Real Compañía Asturiana de Minas", que se encontraban en Rentería. Tras casarse en 1894 marchó a vivir al barrio de El Antiguo de San Sebastián donde se ganó la vida trabajando de barrendero. En la ciudad era popularmente conocido como Lexo (se pronuncia Lesho) debido a su localidad de origen.
Debido a su mala voz, Lexo no valía para cantar en las plazas y en las fiestas populares, ya que pese a la falta de micrófonos en la época los vecinos cerraban puertas y ventanas y no ganaba un duro. Por ello destacó como bertsolari de sidrería, todas las noches acudía a una sidrería cercana al barrio del Antiguo donde daba rienda suelta a su arte y bebía como un cosaco; y como escritor de bertso paperak (hojas volantes de versos). También destacó como proponedor de temas, ejerciendo esta labor en numerosas sesiones de versos. Fue uno de los 19 bertsolaris que tomaron parte en el I Campeonato de Euskal Herria de Bertsolaris que se disputó en 1935 en San Sebastián, siendo en aquella ocasión, junto con Txirrita representante de la generación más veterana.
Su localidad natal, Lezo, le dedicó una calle.

## Sobre Lexo
- Lexo Bertsolaria. Antonio Zavala - Tolosa. Auspoa Liburutegia (Colección Auspoa), 1968. Recopilación de más de cincuenta bertso paperak de Lexo.

## Un verso de Lexo
Gure Gipuzkoa'ko
kapital garbiyan
ekusgarri asko da
egun argiyan:
kristau edadekuak
umian neurriyan,
jayo ziran bezela
iya-iya jarriyan;
udaran erdiyan
Donosti'ko erriyan
itxura urriyan
zarpa bat gerriyan;
gañerako guziya
larru gorriyan.
(Traducción)
En la limpia capital
de nuestra Guipúzcoa
a plena luz del día
hay mucho que ver;
cristianos (personas) adultos
del mismo modo que niños,
casi poniéndose
igual que como nacieron;
en mitad del verano
en el pueblo de San Sebastián
parcos de apariencia
un andrajo en la cintura
y todo lo demás
en pelota picada.
- Datos: Q5646555